# Hemibryomima orizabae
Hemibryomima orizabae är en fjärilsart som beskrevs av Embrik Strand 1921. Hemibryomima orizabae ingår i släktet Hemibryomima och familjen nattflyn. Inga underarter finns listade i Catalogue of Life.